# ムゲンドラモン
ムゲンドラモンはデジタルモンスターシリーズに登場する架空の生命体・デジタルモンスターの一種。英名はMachinedramon（マシンドラモン）。

## 概要
ゲーム『デジモンワールド』にてラスボスとして初登場。携帯機での初登場は『デジモンペンデュラム5』。名前の由来は無限とドラゴン。デザインは製作された時点で登場していたサイボーグ型デジモンのメタルパーツを継ぎ合わせたものでボディカラーは頭部、右腕、爪先が黒で、それ以外は銀色。

## 種族としてのムゲンドラモン
既存のサイボーグ型デジモンで培われた技術と、開発された兵器を結集して制作されたマシーン型デジモン。純粋なマシーンであるため感情などは一切持たないが、何者かの手によってデジコアに悪意をプログラムされており、名前の通り無限に破壊を続ける兵器となってしまった。

### 基本データ
- 世代/究極体
- タイプ/マシーン型
- 属性/ウィルス
- 必殺技/∞キャノン（またはムゲンキャノン）
- 得意技/ブースタークロー、カタストロフディ
- 装備/ムゲンキャノン、トライデントアーム、メガハンド
- 勢力/メタルエンパイア（またはクラックチーム）

必殺技は、背中の2門のムゲンキャノンから高密度のエネルギー波を無限に発射する「∞キャノン」。

### 亜種・関連種・その他
メタルグレイモン
胸部パーツとトライデントアームを転用。
メタルマメモン
サイコブラスターをムゲンキャノンに転用。
アンドロモン
頭パーツを転用。
メガドラモン（ギガドラモン）
頭パーツとメガハンドを転用。
メタルティラノモン
下顎のパーツと腹部を転用。
キメラモン
ムゲンドラモンの試作品、あるいは対抗兵器だと言われている合成型デジモン。
ミレニアモン
ムゲンドラモンとキメラモンが融合した究極体デジモン。
カオスドラモン
ムゲンドラモンをさらに強化改造したデジモン。
ハイムゲンドラモン
アニメ『デジモンクロスウォーズ』にて登場。ムゲンドラモンがスコピオモンたちを吸収して変化した強化形態。体色が赤くなったこと以外に外見上の変化は無い。

## 登場人物としてのムゲンドラモン

### ゲーム

#### デジモンワールド
ラスボスとして登場。ムゲンマウンテン最深部にて、物語の黒幕アナログマンの操る「究極最強デジモン」として主人公と戦う。「サンダージャスティス」「オールレンジビーム」などの強力な技を使用するほか、必殺技である「∞キャノン」は想像を絶する威力を誇る。また、ゲームクリア後は裏次元と呼ばれる隠しダンジョンが出現するようになり、この最奥にてムゲンドラモンと戦うことが可能になる。このとき戦うムゲンドラモンはラスボスとして登場したものよりも強力になっているが、その正体はダンジョン近辺に住む一般の野良デジモンであり、アナログマンの呪いで意識を乗っ取られ、ムゲンドラモンに変化させられたものである（撃破すると元の姿に戻る）。
本作品では敵キャラクターとして登場するだけでプレイヤーが育成することはできないが、ゲームクリア時にデータを保存することで対戦モード内でのみプレイヤーが操作することが可能。
なお、前述した通りムゲンドラモンは本作での登場が初となるが、本作品に登場するムゲンドラモンは
- 一部のパーツを除いて全身が白色
- 赤い瞳（カメラアイ）を持つ
- 通常時は∞キャノンが後方を向いている

など、後のデザインと外見上の違いが見られる。

#### デジモンワールド デジタルカードバトル
引き続きラスボスとして登場。ファイル島の中枢であるムゲンマウンテンの守護者だが、バグカードを巡る一連の騒動の黒幕だと言われている。全てのセブンスカードを組み込んだデックを駆使し、主人公と決戦するも敗れる。事件との関与を否定するがロゼモンの手によって動力炉を破壊される。直後に事件の真相が明らかになり、結局彼は無関係であることが判明するが、時既に遅くムゲンマウンテンは爆発。足の遅かった彼だけがまともに爆発に飲み込まれ、住処も奪われてしまい（部下たちの住む下層部は無事）、ゲームクリア後はとある店の店員として働くようになる。ある意味、作中一番の被害者。ムゲンマウンテン戦では半ば眠っているような顔つきだったが、クリア後は全力の戦いを楽しむ一面も見せる。ゲーム内で使用できる、「ムゲンドラモン」カードは圧倒的な強さを誇る。

#### デジモンリアライズ
新海沙羅（声 - 久保田未夢）のパートナーデジモンであるバクモンの究極体として登場。声優は上田麗奈。

### アニメ

#### デジモンアドベンチャー
ダークマスターズの一角として登場。声優は江川央生。機械で構成されたエリアでメタルエンパイア軍団を率いて選ばれし子供たちと戦闘した。必殺技・∞キャノンと桁外れた強度の装甲、サイボーグ型デジモンの統率のとれた軍勢の圧倒的破壊力、そして光子郎の作戦をことごとく上回る高い知性で太一たちを追いつめたが、ヒカリの不思議な力によってアグモンがウォーグレイモンに進化しドラモンキラーによって斬り殺される。なお、メタルエンパイアー軍団は主力のメガドラモン・ギガドラモンを含め、ほとんど損耗しないまま退場となった。
- アノードテイマー/カソードテイマー-デジモンアドベンチャーで選ばれし子どもたちに倒されたデジモン（上記の個体と同一か否かは不明）でキメラモンと融合しミレニアモンへと進化した。

#### デジモンテイマーズ
クルモンのシャイニングエボリューションによって進化し、デ・リーパー討伐へと参戦した。

#### デジモンフロンティア
ケルビモンによるセラフィモン攻撃の際、ケルビモンの取り巻きの中にいた。

#### デジモンクロスウォーズ
サンドゾーンにて、バグラ帝国軍幹部・三元士のリリスモンの部下として登場。最初は従来通りの黒、銀主体の体色で、ムゲンキャノンを装備していなかったが、仲間のスコピオモンを吸収することで赤い体色のハイムゲンドラモンとなり、背中にムゲンキャノンが出現した。圧倒的な戦闘力でデジクロスできないシャウトモンたちを苦しめたが、最期はバアルモンが転生したベルゼブモンとシャウトモンX4K（ナイト）の攻撃により敗れる。

#### デジモンアドベンチャー:
第48話で登場。台詞は無し。封印の地ファーガに迫る太一たちにベーダモンが差し向けた兵器で、数多のデジモンたちのデータを集積して生み出された存在。ベーダモンは「"最強のデジモン"の一つの答え」と称しており、メタルグレイモンら完全体8体の攻撃を全く寄せつけず、ウォーグレイモンとメタルガルルモンさえも圧倒する強さを持つ。特に必殺技の「∞キャノン」は、ウォーグレイモンの「ガイアフォース」を押し返すほどの絶大な火力がある。クラウド大陸に封じ込められた暗黒の瘴気を開放するため、上空のクラウド大陸を「∞キャノン」で何度も砲撃する。ウォーグレイモンに両腕と尾を破壊され首を落とされると、ベーダモンによって最終フェーズを強制起動され、胴体の動力炉ごとクラウド大陸に突進して自爆した。また、第24話でアグモンが太一の怒りに同期し彼がダンデビモンに喰われた怒りでムゲンドラモンのような姿へ暗黒進化した。